# Javier Peña
Javier F. Peña é um agente norte-americano aposentado da DEA que investigou Pablo Escobar e o Cartel de Medellín com seu ex-colega Stephen Murphy e a Polícia Nacional da Colômbia. Peña trabalhou como consultor na série Narcos da Netflix. Peña não estava envolvido nas atividades do Cartel de Cali da DEA; seu envolvimento na investigação na terceira temporada da série da Netflix é um relato fictício. Após a investigação do Cartel de Medellín, Peña trabalhou para a DEA com atribuições adicionais em Porto Rico, Texas e na Colômbia. Peña se aposentou da DEA em 2014.
Peña nasceu e foi criado em Kingsville, Texas, e frequentou a Universidade Texas A&M, onde estudou sociologia e psicologia. Peña serviu como vice-xerife do escritório do xerife do condado de Webb em Laredo de 1977 a 1984 e continuou seu serviço na DEA até sua aposentadoria em janeiro de 2014. Em 2019, ele publicou Manhunters: How We Took Down Pablo Escobar, em coautoria com Steve Murphy.

## Cultura popular
É um dos protagonistas das três temporadas da série Narcos, da Netflix, em que o seu personagem é interpretada por Pedro Pascal. O próprio Peña trabalhou como consultor no programa. Ele faz uma participação especial no último episódio da 2ª temporada, "Al Fin Cayó!", ao lado de Murphy.